# Rademin
Rademin is een plaats en voormalige gemeente in de Duitse deelstaat Saksen-Anhalt, en maakt deel uit van de Landkreis Altmarkkreis Salzwedel.
Rademin telt 234 inwoners.

## Geschiedenis
Rademin wordt in 1285 voor het eerst in een oorkonde genoemd.

## Indeling voormalige gemeente
De voormalige gemeente bestond naast de kern Rademin uit de volgende Ortsteile:
- Ladekath sinds 1-7-1950
- Ortwinkel